# Canan Dağdeviren

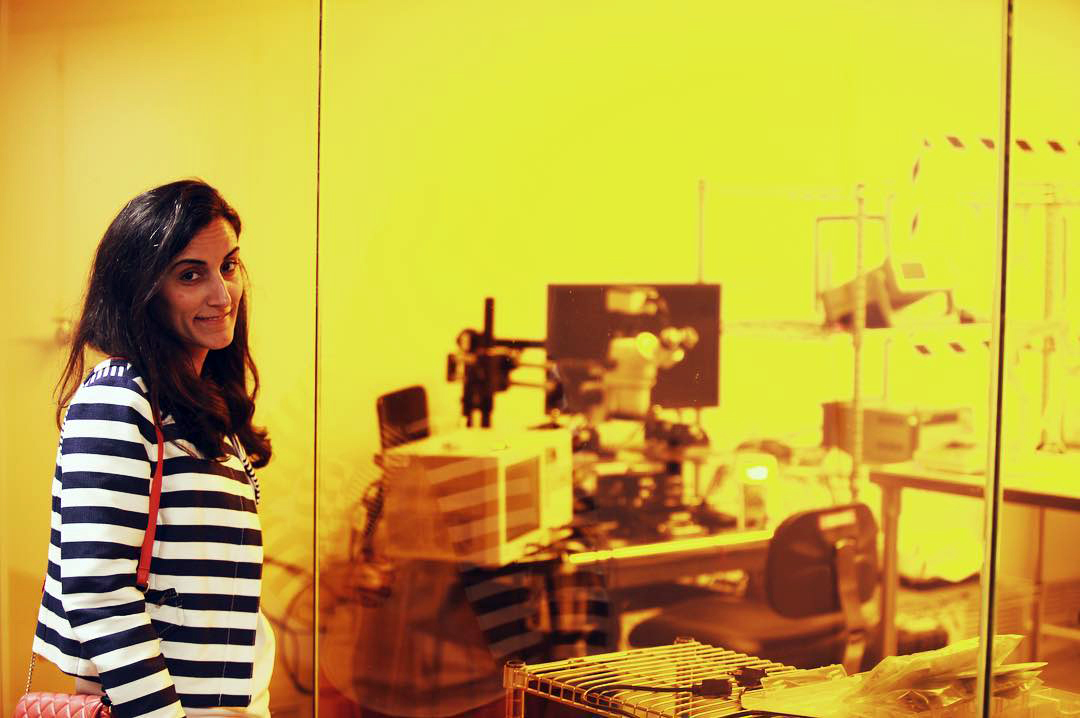
Canan Dağdeviren, 2020

Canan Dağdeviren (* 4. Mai 1985 in Istanbul) ist eine türkische Physikerin. Sie ist Assistenzprofessorin am Massachusetts Institute of Technology (MIT) und Leiterin der Forschungsgruppe Conformable Decoders am MIT Media Lab. Sie arbeitet an der Schnittstelle von Materialwissenschaft, Maschinenbau und Biomedizintechnik und entwickelt mechanisch anpassungsfähige elektromechanische Systeme.

## Leben
Canan Dağdeviren besuchte die Grund- und Mittelschule in İzmit. Sie besuchte eine weiterführende Schule in Adana.
Dağdeviren studierte technische Physik an der Hacettepe-Universität in Ankara und schloss ihr Studium 2007 ab. Sie erwarb einen Master of Science an der Sabancı-Universität in Istanbul und erhielt ein Fulbright-Stipendium für ein Studium in den Vereinigten Staaten. Sie forschte an der University of Illinois at Urbana-Champaign auf dem Gebiet der Materialwissenschaft und konzentrierte sich auf Musterungstechniken und piezoelektrische biomedizinische Systeme. Im August 2014 erhielt sie ihren Doktortitel. Ihr Doktorvater war John A. Rogers, und der Titel ihrer Doktorarbeit lautete „Ferroelectric/Piezoelectric Materials Flexible/Stretchable/Wearable/Implantable Sensors, Actuators, Mechanical Energy Harvesters, Transducers, Microfabrication“.
2014 ging Dağdeviren nach Cambridge (Massachusetts), um Junior Fellow der Society of Fellows an der Harvard University zu werden und als Postdoc am Koch Institute for Integrative Cancer Research des MIT zu forschen. Ihr Postdoc-Betreuer war Robert Langer.
Dağdeviren ist Assistenzprofessorin am MIT. Sie hält jedes Semester eine Vorlesung über anpassungsfähige Geräte.
2019 wurde sie eingeladen, einen Vortrag auf dem jährlichen Symposium der World.Minds-Gemeinschaft in Zürich zu halten.

## Forschung

### YellowBox

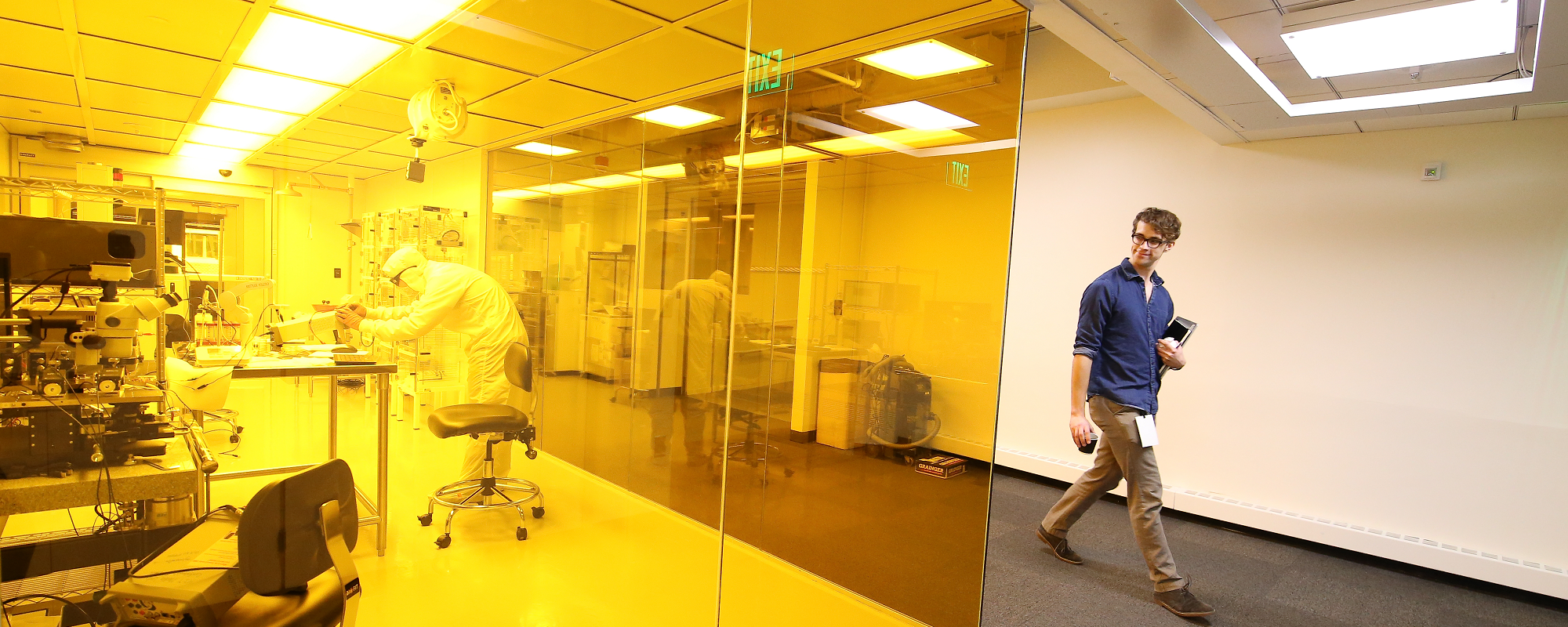
YellowBox

Die YellowBox ist ein Reinraum, der von Conformable Decoders am MIT Media Lab genutzt wird und den Dağdeviren 2017 von Grund auf entworfen und gebaut hat. Die YellowBox ist transparent, so dass jeder, der vorbeikommt, die Versuchsaufbauten beobachten und daraus lernen kann, ohne eine Erlaubnis einholen zu müssen. Die YellowBox ist nach der 5S-Methodik organisiert. Sie erhielt 2017 die Green Labs-Zertifizierung von Environmental Health & Safety (EHS) und ist damit das erste Forschungslabor des MIT Media Lab, das diese Auszeichnung seit seiner Gründung im Jahr 1985 erhalten hat.

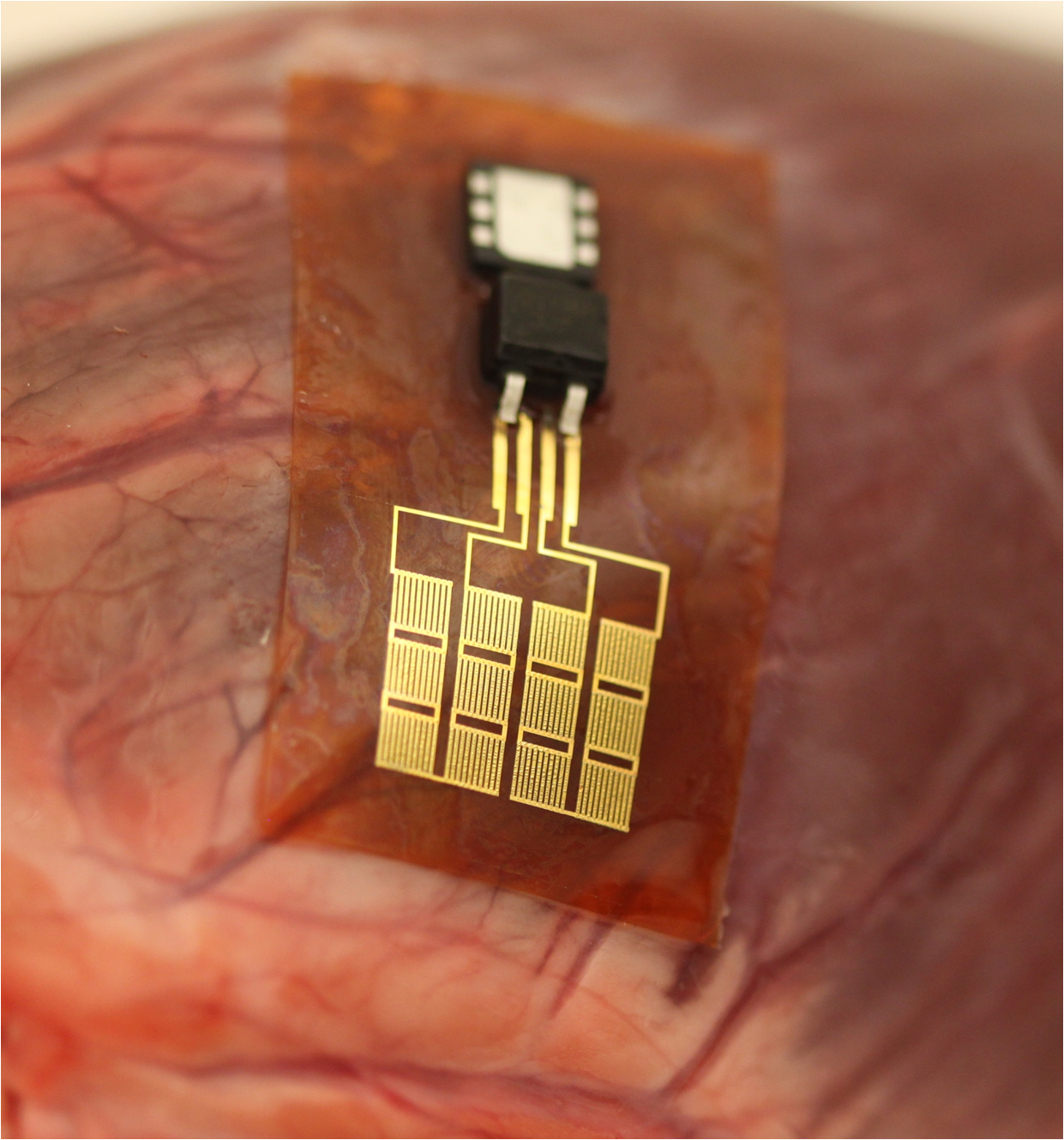
PZT MEH

### Conformal Piezoelectric Mechanical Energy Harvesters (PZT MEH)
Im Jahr 2014 entwickelten Dağdeviren und ihr Team piezoelektrische mechanische Energie-Harvester, die als „mechanisch unsichtbare menschliche Dynamos“ bezeichnet werden.

### Flexible Piezoelectric Devices for Gastrointestinal Motility Sensing (PZT GI-S)

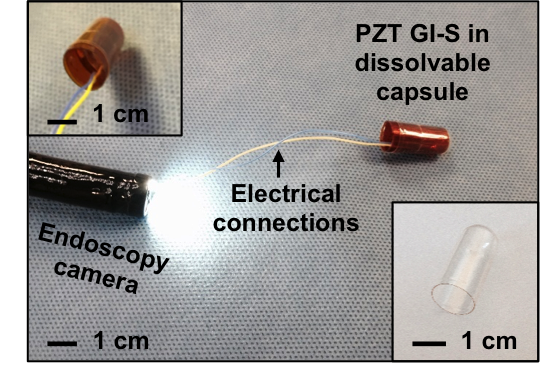
PZT GI-S

2017 wurde das Projekt PZT GI-S veröffentlicht. Dağdeviren und ihre Kollegen entwickelten ein verschluckbares, flexibles piezoelektrisches Gerät, das mechanische Verformungen im Magen erfasst.

### Miniaturized Neural System For Chronic, Local Intracerebral Drug Delivery (MiNDS)

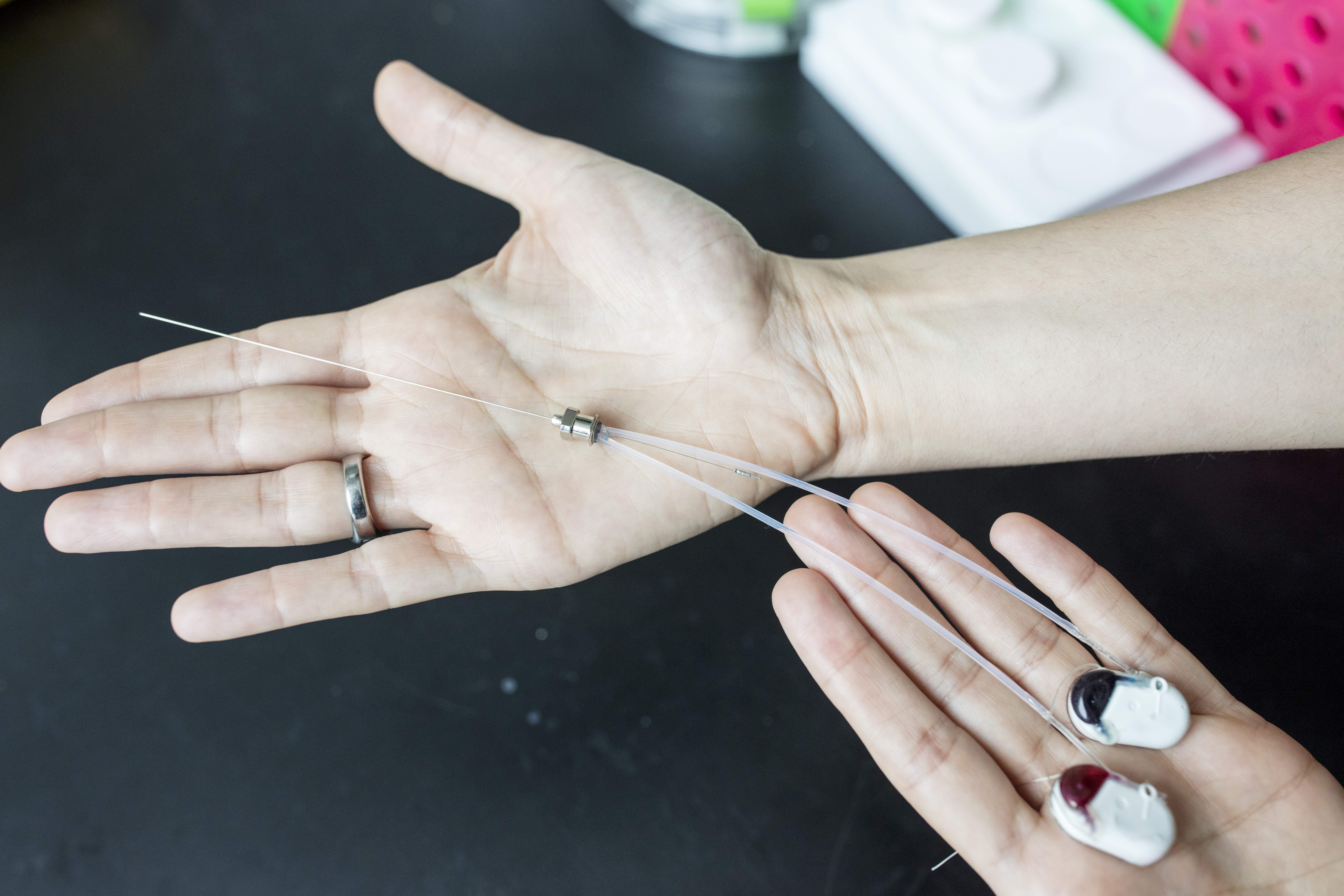
MiNDS

Im Jahr 2018 entwickelten Dağdeviren und ihr Team ein implantierbares, fernsteuerbares, miniaturisiertes System zur Verabreichung neuronaler Arzneimittel.

### Electronic Textile Conformable Suit (E-TeCS)

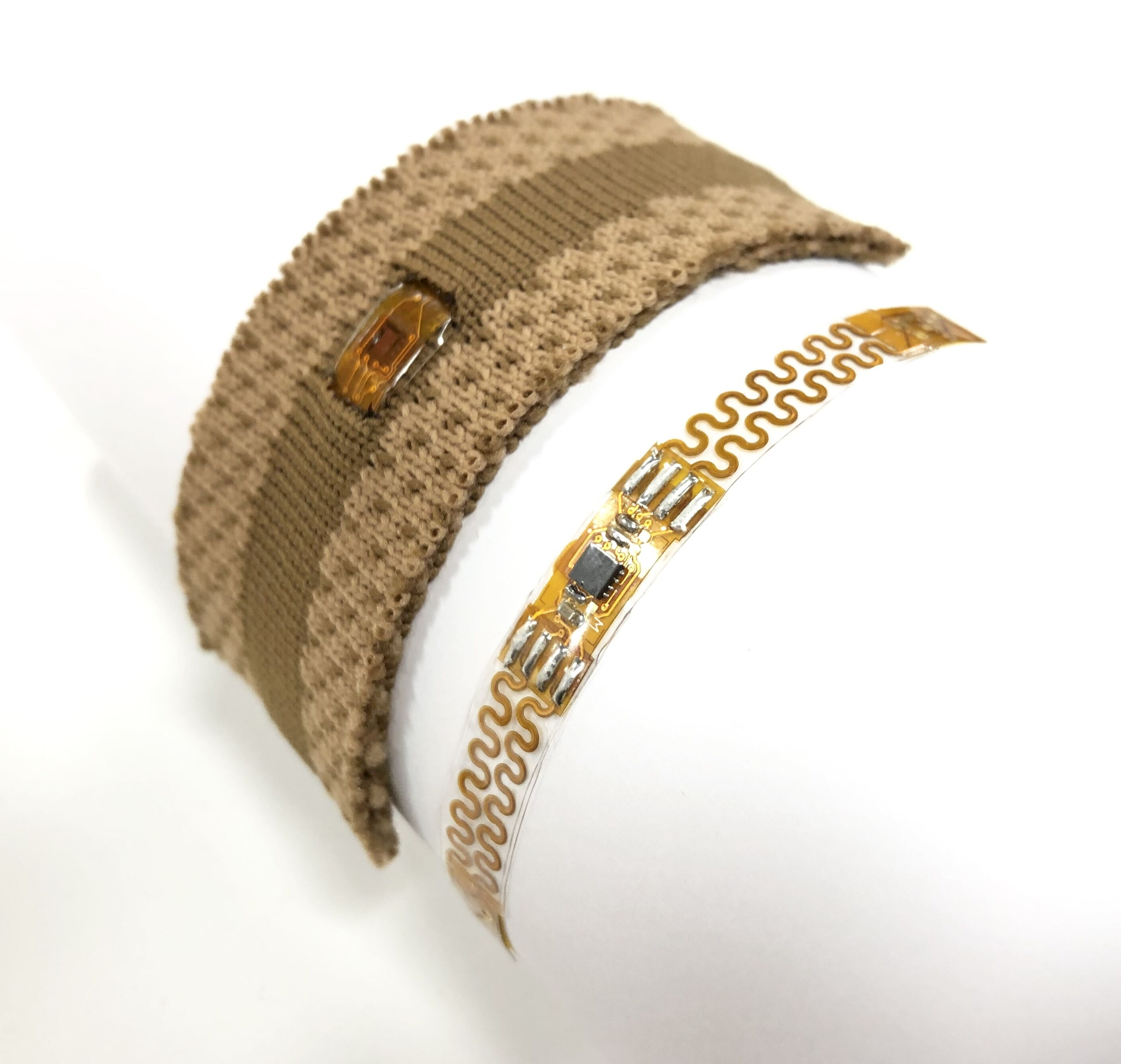
E-TeCS

Im Jahr 2020 haben Dağdeviren und ihr Team ein maßgeschneidertes, elektronisches, Kleidungsstück (E-TeCS) entwickelt, mit dem multimodale physiologische Messungen wie Temperatur, Herzfrequenz und Atmung in vivo durchgeführt werden können.

### Conformable Facial Code Extrapolation Sensor (cFaCES)

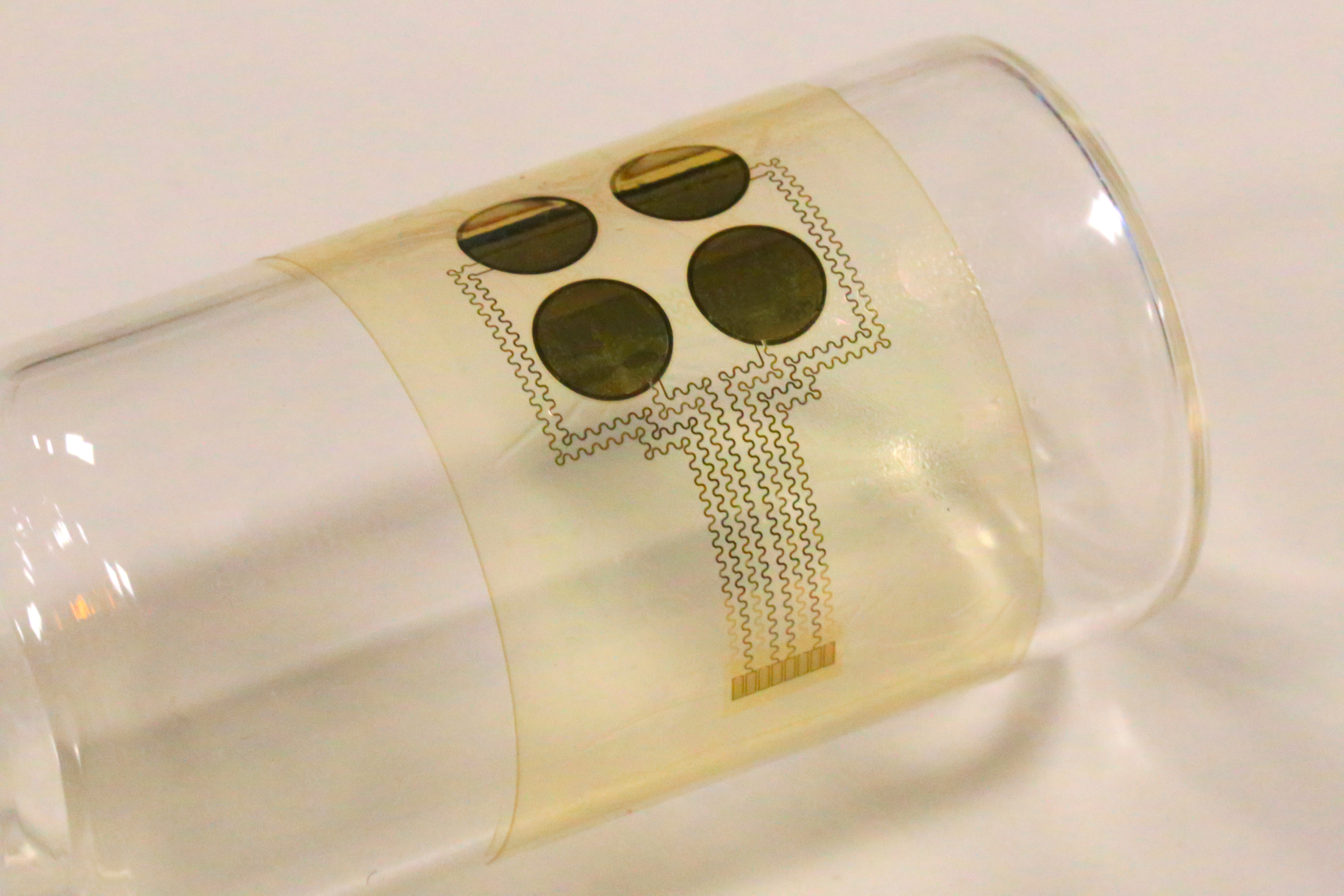
cFaCES

Im Jahr 2020 kündigte Dağdeviren die Entwicklung und den Pilottest eines integrierten Systems zur Dekodierung von Gesichtsverformungen und zur Vorhersage der Gesichtskinematik an. Das System nutzt massenhaft herstellbare, anpassungsfähige piezoelektrische Dünnschichten für die Erfassung von Dehnungen.

## MINT-Engagement
Neben ihrer Arbeit in den Bereichen Materialwissenschaft und Technik möchte Dağdeviren eine neue Generation junger Wissenschaftler inspirieren, insbesondere junge Frauen, die eine MINT-Karriere anstreben.
Im Februar 2018 wurde sie eingeladen, bei der Veranstaltung Women in Science in Diplomacy for Sustaining Peace and Development im Rahmen der Feierlichkeiten zum Internationalen Tag der Frauen und Mädchen in der Wissenschaft bei den Vereinten Nationen zu sprechen.

## Preise und Auszeichnungen
- 2014, Wahl zum Junior Fellow in the Society of Fellows at Harvard University als erste türkische Wissenschaftlerin[22]

- 2015 Aufnahme in die Liste Top 35 Innovators Under 35 (Kategorie Erfinder) vom MIT Technology Review
- 2015 Aufnahme in die Forbes-Liste Top 30 Under 30 in Science[23]

- 2016, Ernennung zum Gifted Citizen durch die Ciudad de las Ideas in Puebla, Mexiko[24]
- 2016, Ernennung zum Spotlight Health Scholar durch das Aspen Institute
- 2016, Erster Platz in der Kategorie Medizinische Innovation der Ten Outstanding Young Persons of the World (TOYP) der Junior Chamber International (JCI)[25]
- 2017 Innovation and Technology Delegate of the American Academy of Achievement Award[26]
- 2016, Science and Sci Life Prize for Young Scientists in der Kategorie Translational Medicine von Science/AAAS und SciLifeLab[27]

- 2019, Wahl des Fachartikels Towards personalized medicine: the evolution of imperceptible healthcare technologies als Outstanding Paper für die Emerald Literati Awards von der Zeitschrift Foresight.[28][29]

- 2019, Promising Scientist Award der Kadir Has Universität[30]
- 2019, Aufnahme in die Fortune-ListeTurkey's 40 Under 40[31]
- 2019 Ernennung zu einer der „87 klügsten jungen Ingenieure“ der USA von der National Academy of Engineering (NAE)[32]

- 2021, CAREER-Preis (Faculty Early Career Development Program) der National Science Foundation[33]
- 2021, 3M Non-Tenured Faculty Award[33]